# Johann Georg Straub
Johann Georg Straub (* 31. März 1798 in Rötenbach; † 17. Mai 1854 ebenda), auch bekannt als Geigenhans, war ein deutscher Geigenbauer und Geiger. Er war in 8. Generation Mitglied der Geigenbauerfamilie Straub und einer ihrer letzten Vertreter.

## Leben
Johann Georg Straub wurde als sechstes von zwölf Kindern des Geigenbauers Johann Straub und dessen Frau Magdalena Schäfer geboren. Zu seinen Vorfahren zählen Simon Straub und Franz Straub.
Er ging bei seinem Vater in die Lehre und zeigte schon bald nicht nur im Geigenbau, sondern auch im Geigenspiel großes Talent. Etwa um 1820 verließ der junge Johann Georg den Schwarzwald und hielt sich für etwa zehn Jahre in Zagreb in Kroatien auf, vermutlich zur Ableistung einer Gesellen-Wanderzeit, um anderorts Erfahrung im Geigenbau zu sammeln und sein Geigenspiel zu verbessern. Nach seiner Rückkehr heiratete er die 24-jährige Magdalena Schwab.
Sein Ruf als Geigenbauer zog bald weite Kreise. Anders als frühere Vertreter der Alemannischen Schule legte er weniger Wert auf das Äußere seiner Geigen als vielmehr auf den Klang. So werden seine Geigen von verschiedenen Historikern als roh bis unscheinbar beschrieben, für ihren außergewöhnlich guten Klang aber gelobt. Die Chronik von Rötenbach aus dem Jahr 1987 geht sogar so weit, Johann Georg Straub als bedeutendsten Geigenbauer der Straub-Dynastie zu bezeichnen.
Was Straub außerdem von vielen seiner Vorgänger unterschied, war, dass er selbst großes musikalisches Talent und außergewöhnliche Fähigkeiten auf der Geige besaß, die ihm den Namen "Geigenhans" einbrachten. Später führte dies dazu, dass er den Geigenbau immer mehr vernachlässigte, mehr und mehr zum Unterhaltungskünstler und schließlich zum Trinker wurde. Dies sorgte für musikalische und handwerkliche Rückschläge.
Johann Georg Straub starb 1854 mit nur 56 Jahren. Es wird vermutet, dass mehrere seiner Kinder, die das Geigenhandwerk bei ihm gelernt hatten, ebenfalls auswanderten, um anderorts Erfahrung zu sammeln. Dies könnte das Ende der Straubs als Geigenbauer erklären. Während von anderen Zweigen der Geigenbauerfamilie Straub noch direkte Nachkommen im Hochschwarzwald leben, ist dies bei Johann Georg Straub nicht eindeutig geklärt.
In seinem Geburtsort Rötenbach wurde 2010 mit der Errichtung einer 6,50 Meter hohen Geigenskulptur aus Holz an die Geigenbautradition in Rötenbach im 19. und im 20. Jahrhundert und Johann Georg Straub erinnert.